# Planteringen

Lage des Stadtbezirks Planteringen in Helsingborg.

Planteringen ist ein Stadtteil der schwedischen Stadt Helsingborg. Der Stadtteil Planteringen gehört zum gleichnamigen Stadtbezirk und liegt südlich der Stadtmitte. Der Stadtteil war früher unter dem Namen Raus plantering bekannt. Ende 2024 hatte er 3175 Einwohner.

## Persönlichkeiten
Der Kapellmeister Leonard Landgren und der Erfinder und Unternehmer Ruben Rausing wuchsen in Planteringen auf.